# Boston Tigers
I Boston Tigers sono stati una società calcistica di Boston, negli Stati Uniti, appartenente alla ASL II (1933-1983) ed EPSL.

## Storia
Fondata nel 1963 con la denominazione di Boston Metros gareggiò nei campionati calcistici statunitensi dell'allora American Soccer League ed Eastern Professional Soccer Conference.
Dopo una lunga tradizione calcistica dilettantistica e semiprofessionale, i Boston Metros riportarono nel New England il soccer della lega maggiore, la ASL, con giocatori prevalentemente locali (soprattutto italo americani) e successivamente provenienti anche da paesi europei.
Nel primo campionato arrivarono sorprendentemente secondi dietro gli Ukrainian Nationals di Philadelphia (dominatori dei precedenti campionati), successivamente si trasferirono nella Eastern Professional Soccer Conference, ma dopo un campionato deludente, tornarono nella lega maggiore con la nuova denominazione di Tigers. Qui ebbero l'ultimo exploit nel 1968 quando nuovamente arrivarono secondi dietro Ukrainian Nationals.
La nascita nel 1967 della nuova lega maggiore United Soccer Association e dei Boston Rovers (successivamente Boston Beacons) fecero affievolire l'interesse degli sponsor per i Tigers. 

## Campi da gioco
- Malden Stadium, Malden (New England Soccer League)
- North End Parks, Boston (New England Soccer League)
- Everett Memorial Stadium, Everett (ASL II)
- Chelsea Stadium, Chelsea (ASL II)

## Cronologia
| Anno          | Div. | Lega | Sta. reg.      | G  | V | N | P | Gf | Gs | Pu. | Playoffs        | U.S. Open Cup    |
| ------------- | ---- | ---- | -------------- | -- | - | - | - | -- | -- | --- | --------------- | ---------------- |
| Boston Metros |      |      |                |    |   |   |   |    |    |     |                 |                  |
| 1963-64       | -    | ASL  | 2°             | 13 | 9 | 3 | 1 | 21 | 7  | 21  | No playoff      | Quarti di finale |
| 1964-65       | -    | EPSL | 5°, North Div. | 13 | 5 | 3 | 5 | 24 | 21 | 13  | No playoff      | ?                |
| Boston Tigers |      |      |                |    |   |   |   |    |    |     |                 |                  |
| 1965-66       | -    | ASL  | 6°             | 15 | 7 | 3 | 5 | 19 | 17 | 17  | No playoff      | ?                |
| 1966-67       | 2    | ASL  | 3°, North Div. | 12 | 6 | 2 | 4 | 35 | 26 | 14  | Non qualificata | Non qualificata  |
| 1967-68       | 2    | ASL  | 2°, First Div. | 15 | 8 | 0 | 7 | 34 | 26 | 16  | Playoffs        | Non qualificata  |

## Palmarès

### Altri piazzamenti
- American Soccer League:

Secondo posto: 1963-1964

## Allenatori
- Umberto Atria